# ترنيمة حب (مسلسل)
ترنيمة حب هو مسلسل درامي سوداني عُرض لأول مرة في أكتوبر 2022 عبر منصة شاهد ضمن سلسلة "موزاييك"، ويُعد من أوائل المسلسلات السودانية التي تعرض على المنصة. العمل من إنتاج مشترك بين:
Marbles Art Production، Layalina Film Production، Motiva Production
ومن إنتاج **المنتجين محمد الطريفي، حاتم صلاح الدين، ومحمد صالح قونقا**.

## القصة
يتناول المسلسل قصة أربعة أصدقاء حديثي التخرج يسعون لإطلاق مشروعهم الخاص في بلدتهم، لكنهم يواجهون تحديات اجتماعية ومضايقات من أحد المسؤولين المحليين، ضمن أجواء درامية إنسانية تُسلّط الضوء على الطموح والمواجهة.

## طاقم العمل
- انتصار محجوب
- رماح القاضي
- عبد الرحمن الشبلي
- لينا حاتم
- عمر عبد الكريم

## الإنتاج
تولّت شركة ليالينا تنفيذ العمليات الفنية للعمل، بما في ذلك المونتاج، المؤثرات الصوتية، المكساج، إعداد الموسيقى وهندسة صوت تتر البداية.

## العرض والتوزيع
تم عرض المسلسل لأول مرة على منصة شاهد التابعة لمجموعة MBC في أكتوبر 2022، كأول عمل درامي سوداني.

## التغطية الإعلامية
تناولت العمل عدة وسائل إعلامية عربية من بينها:
- مشاوير نيوز[1]
- سلام ميديا[2]
- السينما.كوم – قاعدة بيانات العمل

## روابط خارجية
- صفحة المسلسل على شاهد
- تتر المسلسل على YouTube
- صفحة المسلسل في السينما.كوم